# Oxalis spiralis
Oxalis spiralis är en harsyreväxtart. Oxalis spiralis ingår i släktet oxalisar, och familjen harsyreväxter.

## Underarter
Arten delas in i följande underarter:
- O. s. membranifolia
- O. s. spiralis
- O. s. trichophora
- O. s. vulcanicola